# Habib Bourguiba
Habib Burguiba (Monastir, 3 d'agost de 1903 - 6 d'abril de 2000) fou President de Tunísia entre el 1957 i 1987.
Advocat, va prestar els seus serveis de jove col·laborant amb els francesos però aviat es va decantar pel nacionalisme independentista. Les seves activitats polítiques el van dur a la presó en diverses ocasions i va acabar per refugiar-se al Caire el 1946 i després als Estats Units. Les seves activitats no van cessar i el 1954 va ser nomenat per a negociar la independència amb França. El 1956, va ser nomenat Primer Ministre i el 1957 va establir la república tunisiana, sent el seu primer President després de destronar al bei Muhammad VIII al-Amin. El seu govern va ser pròxim als Estats Units i Israel, tractant d'occidentalizar el país sense perdre els seus orígens musulmans i islàmics. El 1975 el Parlament el va triar com a President vitalici. La seva avançada edat i els problemes de salut van permetre finalment que el seu Primer Ministre, Zine El Abidine Ben Ali donés un cop d'estat amb el ple suport de l'exèrcit i enderrocà Burguiba, qui fou reclòs en arrest domiciliari fins a la seva defunció.